# Fraates IV de Pàrtia
Fraates IV fou rei de Pàrtia del 37 aC al 2 aC
Va succeir al seu pare Orodes II que va abdicar el 37 aC després de les desfetes contra els romans.
Marc Antoni i el noble part rebel Monoses, assessorats pel rei armeni Artavasdes III, van envair l'imperi part (l'Atropatene) el 36 aC per la via d'Armènia, assetjant Praaspa (segons Dió) o Praata (segons Plutarc), la capital o la principal fortalesa (després anomenada Maragha), setge que va dirigir Oppius Estaciannus. Però el temps ja empitjorava i Artavasdes III es va retirar i Marc Antoni, que ho va fer tard, fou derrotat (finals del 36 aC o principis del 35 aC). Antoni es va enfrontar amb el rei armeni, però aquest va rebre bé els romans i els va permetre de refer-se al seu país (35 aC).
El 34 aC Antoni va exigir al rei armeni la col·laboració en una nova expedició; com que el rei va demorar acudir pel seu tracte amb el rei part, quan ho va fer (sota amenaça d'Antoni de marxar contra Artaxata) fou detingut, i el romà es va fer entregar les principals fortaleses i el tresor reial, i el va enviar carregat de cadenes a Alexandria on més tard fou assassinat per ordre de Cleòpatra. Ardaxes II, fill d'Artavasdes III, es va proclamar rei però Antoni, després d'unes setmanes en què no va fer res, finalment va col·locar al tron armeni al seu propi fill infant Alexandre Heli (Helios), que havia tingut amb la reina Cleòpatra, al qual va casar amb Iotape, filla del rei Artavasdes d'Atropatene, el qual davant l'amenaça romana, s'havia aliat a Roma i va permetre l'entrada al país de soldats romans i se li va cedir la província de Simbake. Artaxes II va fugir a Pàrtia. A Atropatene els soldats romans no van tardar a deposar Artavasdes i van donar el tron nominalment a Alexandre Heli, sota control dels generals lleials a Marc Antoni.
A causa de la guerra entre Octavi i Marc Antoni, Atropatene i Armènia van quedar desguarnides i així els parts van recuperar Atropatene el 33 aC i van entrar a Armènia on van massacrar a la reduïda guarnició romana però es van retirar. El 32 aC Roma va donar suport a les reclamacions del tron de Pàrtia fetes per Tiridates (II), que va entrar al país i fou reconegut en alguns territoris, però Fraates tenia el suport dels escites; el 30 aC, Ardaxes II d'Armènia va recuperar el tron ajudat per un exèrcit part i l'any següent (29 aC) Fraates IV va fer fugir a Tiridates II però, ja acabada la guerra civil romana, aquest va tornar amb ajut romà el 28 aC.
Aquesta situació favorable fou aprofitada per August per un tractat que va retornar a Roma els presoners de Carres i les àligues i insígnies capturades pels parts, així com el reconeixement de la influència romana a Armènia. Els romans van deixar de donar suport a Tiridates. El 20 aC els romans van imposar al seu candidat Tigranes III a Armènia, expulsant a son germà Ardaxes II.
El 2 aC Fraates fou assassinat pel seu fill Fraataces i la mare d'aquest Musa (una italiana no romana). Fraataces es va proclamar rei amb el nom de Fraates V.
| Precedit per: Orodes II | Imperi Part | Succeït per: Fraates V |